# On a tué Sherlock Holmes
Pour plus de détails, voir Fiche technique et Distribution.
On a tué Sherlock Holmes (Der Mann, der Sherlock Holmes war) est un film allemand réalisé par Karl Hartl en 1937 et produit par Alfred Greven.
Il a été diffusé le 4 septembre 2017 sur Arte France sous le titre On a arrêté Sherlock Holmes.

## Synopsis
Deux escrocs se font passer pour le fameux tandem Sherlock Holmes - Docteur Watson. Une romance avec deux anglaises les conduisent à la recherche de deux timbres très rares qui ont été volés.

## Fiche technique
- Titre : On a tué Sherlock Holmes
- Titre original : Der Mann, der Sherlock Holmes war
- Réalisateur : Karl Hartl
- Scénario : Robert A. Stemmle et Karl Hartl, basé sur les personnages créés par Sir Arthur Conan Doyle
- Musique : Hans Sommer
- Production Alfred Greven UFA distribué en France en 1943 par ACE (Alliance  Cinématographique Européenne)
- Décors : Otto Hunte, Willy Schiller
- Genre : Comédie policière
- Durée : 112 minutes
- Date de sortie : 
  - Troisième Reich : 1937
  - en DVD : 24 mars 2009

## Distribution
- Hans Albers : Sherlock Holmes / Morris Flint
- Heinz Rühmann : le docteur Watson / Macky McPherson
- Marieluise Claudius : Mary Berry
- Paul Bildt : Sir Arthur Conan Doyle
- Erich Walter : le directeur d'hôtel
- Angelo Ferrari : un gangster